# 本亚明·巴尔克
本雅明·巴尔克（Benjamin Barg，1984年9月15日—），是一位德国足球运动员。身高1.87米，体重88公斤。自2006年起与卡尔斯鲁厄队签约。
本雅明·巴尔克在 2005/06赛季首次在德乙中登场，在那场比赛中卡尔斯鲁厄队7：0狂胜不伦瑞克。他目前身披20号球衣。